# Apeadeiro de Santa Cruz de Benfica

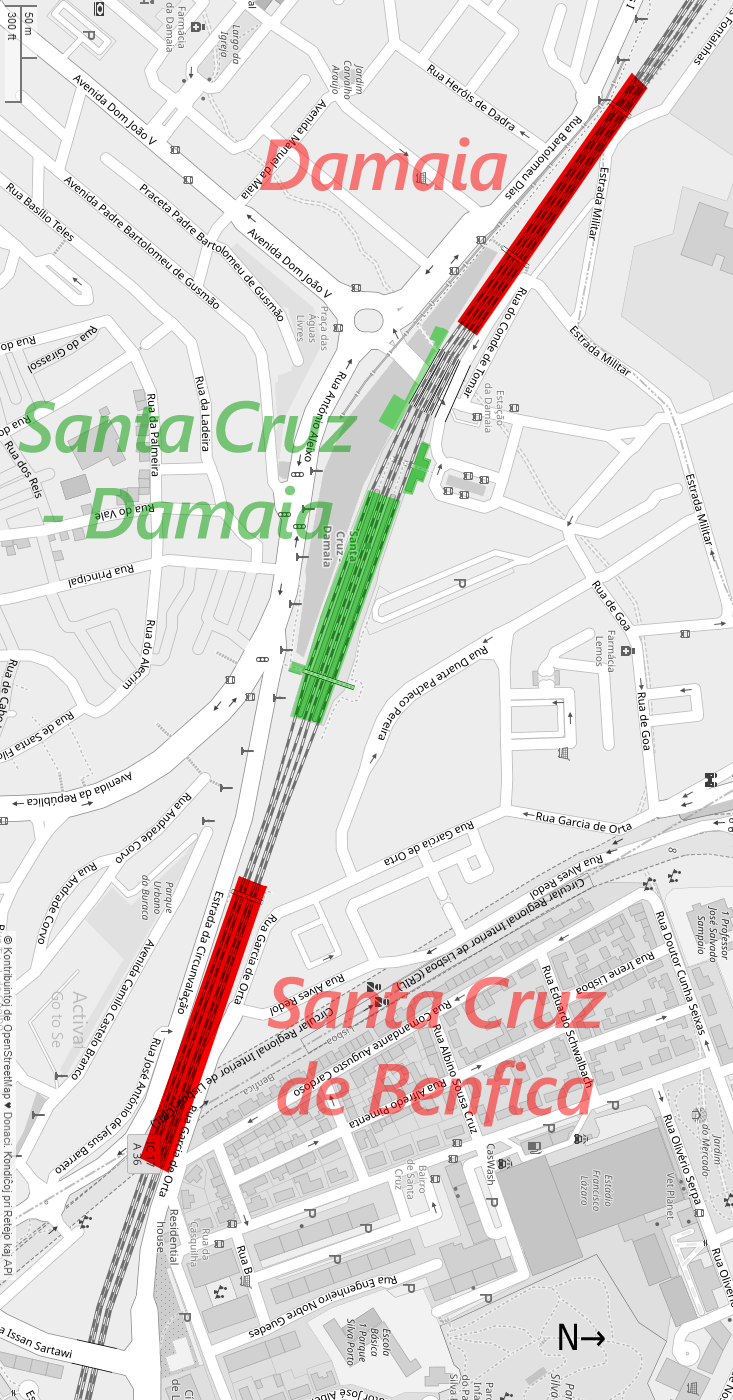
Localização do Apeadeiro de Santa Cruz de Benfica e do Apeadeiro de Damaia em relação à Estação de Santa Cruz - Damaia que os substituiu.

O Apeadeiro de Santa Cruz de Benfica foi uma interface ferroviária na Linha de Sintra, situada no concelho de Amadora, em Portugal, que servia o Bairro de Santa Cruz de Benfica, do lado lisboeta da fronteira municipal.

## História
Esta interface fazia parte do troço original da Linha de Sintra, entre as estações de Sintra e Alcântara-Terra, que entrou ao serviço em 2 de Abril de 1887.